# Aquaduct van Pont-de-Crau

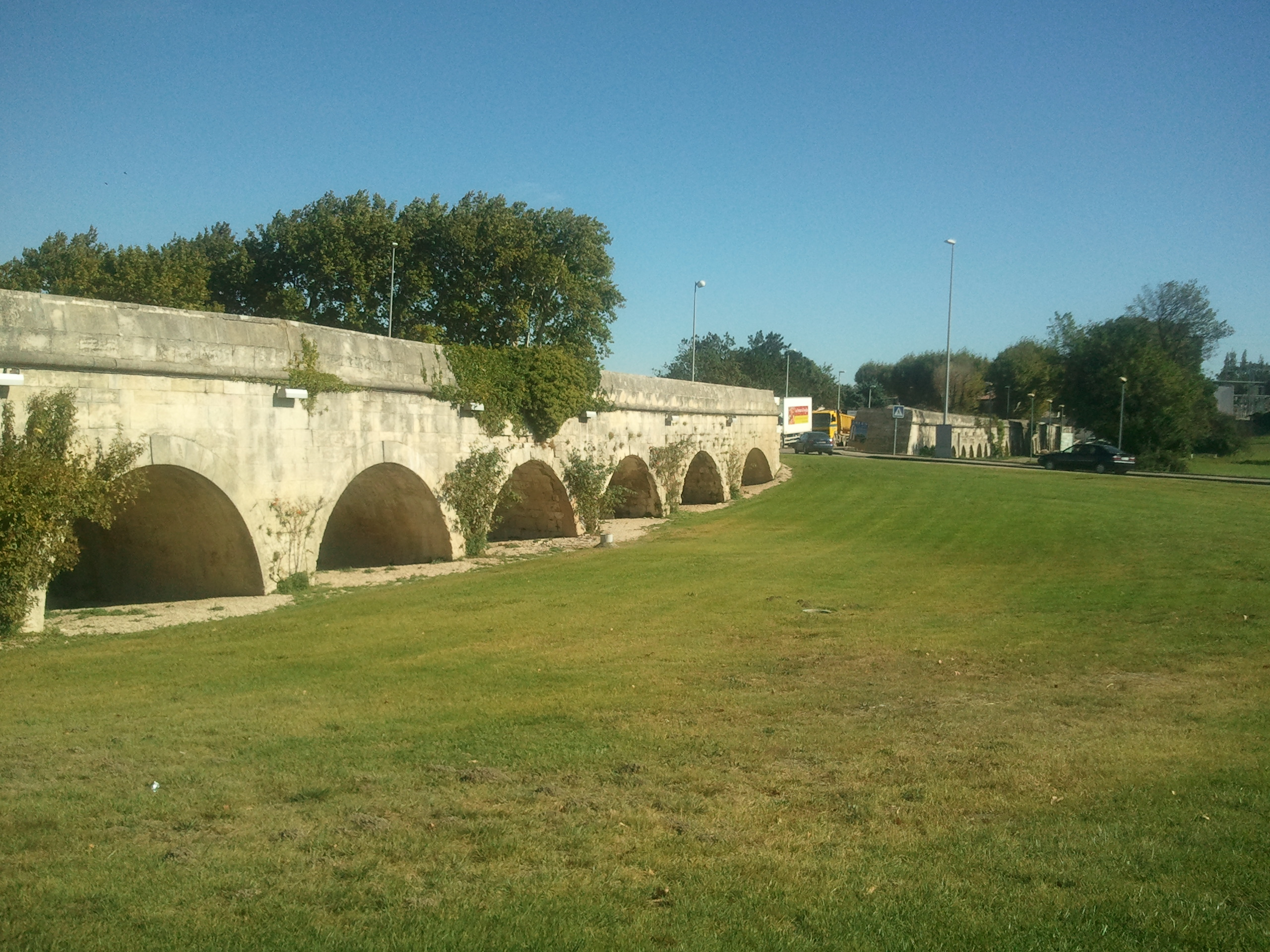
Aquaduct van Pont-de-Crau (Frankrijk)

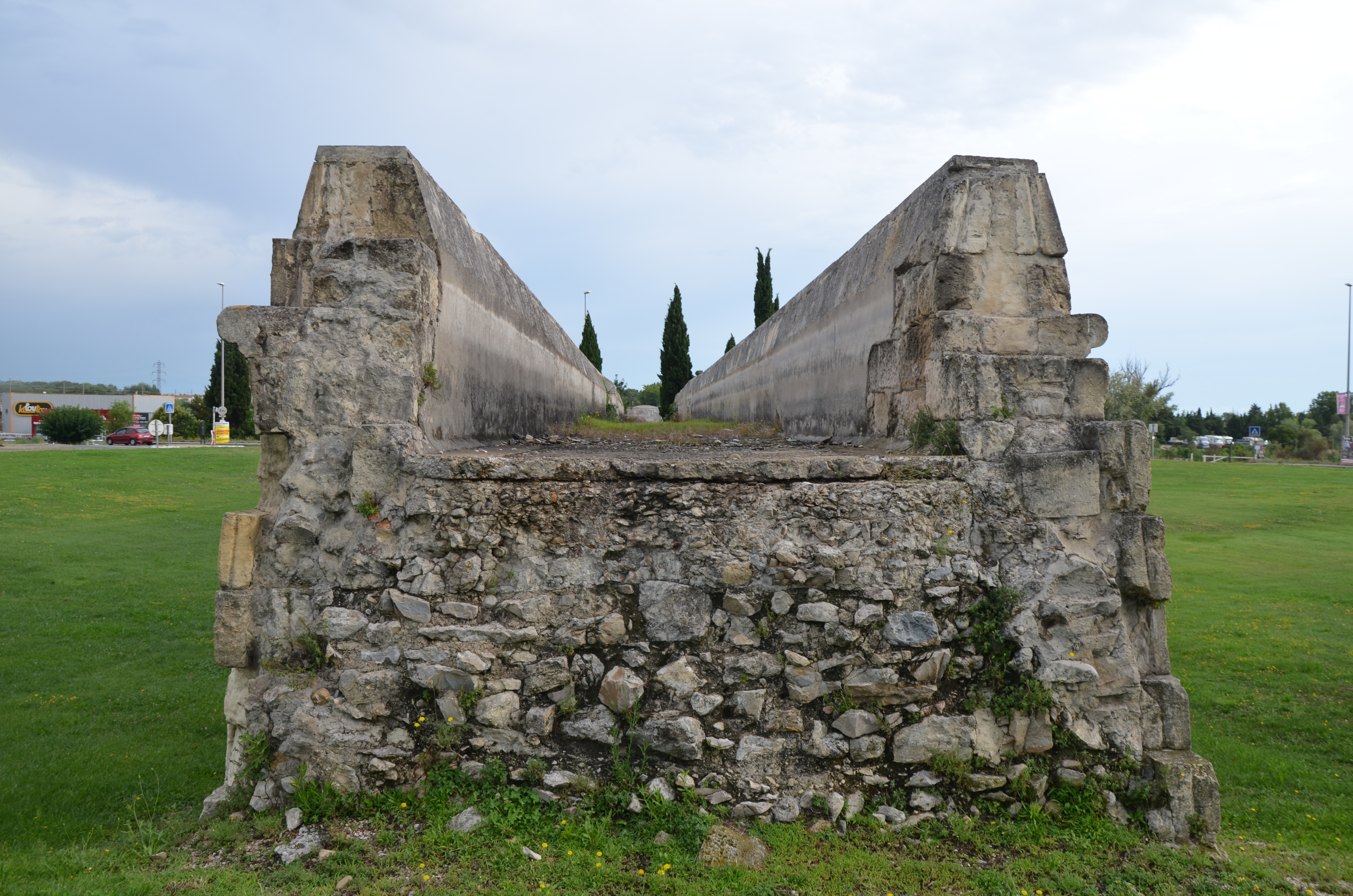
Losstaand stuk na de wegenwerken

Dit aquaduct, gelegen in het plaatsje Pont-de-Crau (1e eeuw), was een Romeins aquaduct voor de nabij gelegen stad Arles (Frankrijk). Sinds de 16e eeuw loopt het Canal de Craponne over de ruïnes ervan naar Arles. In 1990 werd een deel van de ruïne afgebroken voor wegenwerken.

## Historiek
In de Romeinse tijd werd de stad Arles Arelate genoemd. Om de stad van water te voorzien werd een netwerk van twee aquaducten aangelegd vanuit het gebergte Alpilles. Een noordelijk aquaduct – 50 km lang – leidde richting Arles over wat vandaag de gemeente Fontvieille is. Een zuidelijk aquaduct – 15 km lang – liep richting Arles door de gemeente Paradou. Het noordelijke aquaduct mat 1,15 meter hoog en 0,90 m breed; het zuidelijke 1 m hoog en 0,80 m breed. Beide aquaducten kwamen samen bij de Romeinse watermolens van Barbegal; de straatnaam Route de L’ aqueduc verwijst naar de beide waterwegen.
Vanuit Barbegal liep het water naar wat tegenwoordig Pont-de-Crau is. Hier bestond het aquaduct uit twee verdiepingen die een hoogte hadden van 22 meter. De constructie was hoog genoeg om het water over de heuvels rond Arles naar de stad te transporteren. De constructie bevatte, op het eerste niveau, een weg die reizigers door het moeras over de heuvels bracht. 
Na de val van het Romeinse Rijk werden heel wat stenen van het aquaduct hergebruikt. Tijdens de Eerste Kruistocht in de 11e eeuw werd het aquaduct van Pont-de-Crau verwoest; alleen de fundamenten bleven bestaan.
In de 16e eeuw dienden de fundamenten van het aquaduct van Pont-de-Crau voor het Canal de Craponne. Na de dood van ingenieur Adam de Craponne was het Canal de Craponne onderdeel van de Durance zuidwaarts. De gebroeders Ravel leidden verder de graafwerken westwaarts. Zij verlengden het kanaal vanuit Salon-de-Provence westwaarts naar Arles. De graafwerken gingen door de droge vlakte van Crau naar Arles. Voor het laatste stuk, vanaf Pont-de-Crau, hergebruikten ze het Romeinse aquaduct, of wat ervan over bleef. De aanleg van het kanaal bovenop het Romeinse fundament wordt als een staaltje van technisch vernuft aangezien; het kostenplaatje bedroeg 98.000 ponden. De naam van het plaatsje Pont-de-Crau verwijst overigens zowel naar het Romeinse aquaduct (Pont, oftewel brug) als naar de vlakte van Crau.
In 1922 werd de ruïne van het Romeinse aquaduct erkend als beschermd erfgoed en monument historique. Desondanks werd in 1990 de ruïne op twee plaatsen afgebroken voor de aanleg van een kruispunt, juist buiten het centrum van Arles.